# Falange Española de las JONS
Falange Española de las Juntas de Ofensiva Nacional Sindicalista, conocido habitualmente como Falange Española de las JONS y, de forma abreviada, FE de las JONS o FE-JONS, fue un partido político español que compartía la ideología fascista y nacionalsindicalista, resultado de la fusión el 15 de febrero de 1934 de las Juntas de Ofensiva Nacional-Sindicalista (JONS) de Onésimo Redondo y Ramiro Ledesma con la Falange Española (FE) de José Antonio Primo de Rivera.
Durante la Segunda República, jugó un importante papel en el desarrollo de los acontecimientos que condujeron a la Guerra Civil. Nace apoyada por las fuerzas reaccionarias y partidos de la derecha que la utilizan como fuerza de choque. No consiguió un apoyo popular significativo; pero sus frecuentes razias y enfrentamientos con los grupos más radicales de la izquierda, principalmente con las organizaciones juveniles, sus actos violentos y asesinatos contribuyeron a crear un clima de inseguridad y violencia propicio para las intentonas militares. Con el triunfo del Frente Popular en febrero de 1936, las juventudes de las formaciones de la derecha, principalmente de la CEDA, considerando que la «moderación» de sus partidos no había frenado a la izquierda, pasaron a engrosar sus filas y se multiplicaron sus acciones violentas, creando una situación de inestabilidad que, amplificada por medios de comunicación y políticos de la derecha, proporcionó una buena cobertura a los conspiradores.
Joan Maria Thomàs define al partido como «un auténtico movimiento fascista, antiizquierdista, antiliberal, antidemocrático, antiseparatista.., pero también anticonservador y que pretendía crear un movimiento de masas y captar al menos a una parte de las "masas" enemigas..., comenzando por las anarcosindicalistas (consideradas erróneamente como las más "españolas") o haciendo guiños al líder socialista al que consideraba más patriota, Indalecio Prieto».
La Falange, a través de su entonces líder y cofundador, José Antonio Primo de Rivera, participó en las diferentes conspiraciones e intentonas militares que se produjeron para derrocar a la República. En los últimos meses, ya en marcha la conspiración que llevaría al levantamiento, con la Falange virtualmente excluida, Primo de Rivera se mueve activamente intentando que esta juegue un papel más determinante. En contacto con los conspiradores desde la cárcel de Alicante, donde se encontraba preso, alternó comunicados rogando una pronta sublevación, con condiciones para sumarse a la conspiración, condiciones que los militares no atendieron. Finalmente, un comunicado del día 17 de julio llamaba a sus organizaciones a sumarse al golpe, aceptando un papel auxiliar.
En el transcurso de la Guerra Civil, la Falange combatió en el frente bajo el mando militar de los sublevados y en la retaguardia asumió tareas represivas, practicando paseos y fusilamientos.
En 1937, Franco, ya Generalísimo de los ejércitos y proclamado jefe del Estado español, buscaba una organización que le permitiera hacerse también con el poder político y perpetuar su liderazgo una vez acabada la guerra. Aprovechando las luchas y enfrentamientos en su cúpula, decretó su unificación con el movimiento carlista, formando así Falange Española Tradicionalista y de las JONS (FET y de las JONS), pasando a erigirse en su jefe supremo.

## Ideología
La derecha se reorganizó y formó las Juntas Ofensivas Nacional Sindicalistas (JONS), apoyadas tanto por la Iglesia como por los militares. Se creó también la Falange dirigida por José Antonio Primo de Rivera, hijo del anterior dictador, con una posición originariamente fascista y nazi claramente asumida pero que más adelante fue matizada con el argumento de que, por encima de todo, la organización era española.
Octavio Rodríguez Araujo, Derecha y ultraderecha en el mundo.

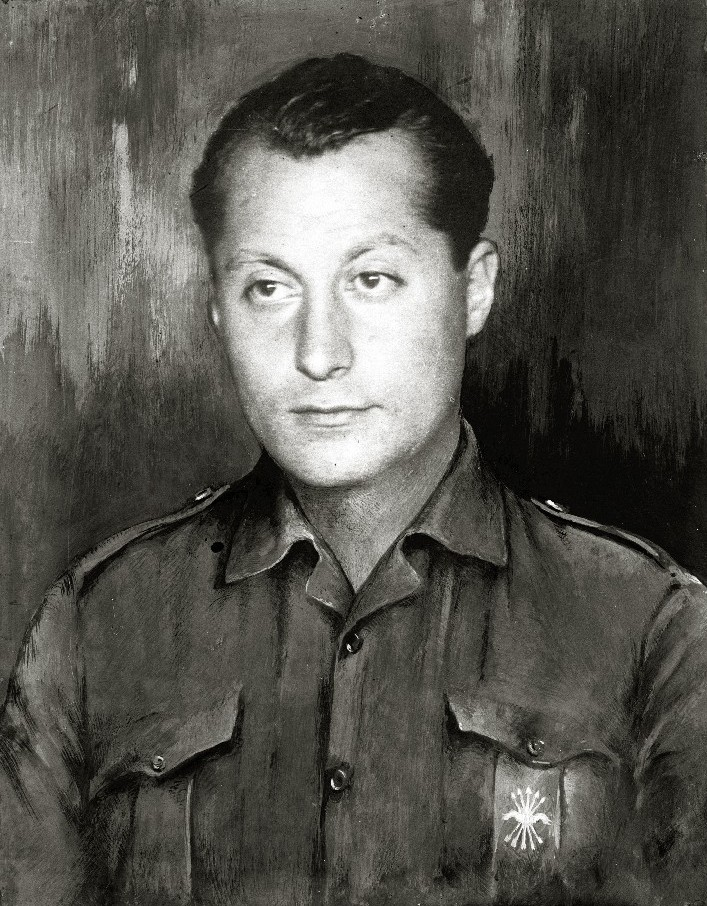
José Antonio Primo de Rivera, fundador de Falange Española y primer jefe nacional.

La ideología de Falange es el nacionalsindicalismo. Se trataba de un fascismo a la italiana con componentes tomados del catolicismo. José Antonio Primo de Rivera, su fundador se interesó por un fascismo de cuño italiano y en los primeros tiempos no se opuso al empleo de la etiqueta de "fascista". A juicio del historiador Payne, la Falange no se diferenciaba en lo fundamental del partido fascista italiano, utilizando en ocasiones su misma retórica. No obstante, el falangismo dispuso de rasgos propios. Se caracterizó por su catolicismo. También la unidad de España se enuncia en el segundo punto programático: "España es una unidad de destino en lo universal". Y al imperialismo característico de otros movimientos fascistas, enunciado en el punto tercero (Tenemos voluntad de imperio… Reclamamos para España un puesto preeminente en Europa"), añade un carácter panhispánico: "Respecto de los países de Hispanoamérica, tendemos a la unificación de cultura, de intereses económicos y de poder. A diferencia de otros fascismos y a pesar de su retórica, la Falange no pretendía un "Estado Nuevo" y un "hombre nuevo", sino que estos serían consecuencia del tradicionalismo católico.
La Falange propugnaba la creación de un Estado Sindical totalitario en el que la lucha de clases sería superada por el Sindicato Vertical, que agruparía en un mismo organismo a empresarios y trabajadores organizados por ramas de la producción. La propiedad de los medios de producción se sindicalizaría y se administraría de forma autogestionaria. Estando históricamente financiada, principalmente, por el capital y teniendo considerables afinidades con el resto de fuerzas de la derecha radical, siempre ha manifestado una repulsa demagógica del sistema capitalista. A su ideario político se une como elemento populista un ambiguo programa de reformas sociales calificado por los falangistas de "revolucionario".
FE de las JONS elaboró un guion de 27 puntos a modo de programa. El punto 27 fue suprimido por el Generalísimo Francisco Franco en el Decreto de Unificación que dio nacimiento en abril de 1937 a Falange Española Tradicionalista y de las JONS, partido único de la dictadura franquista.

## Historia

### Segunda República
Fundación

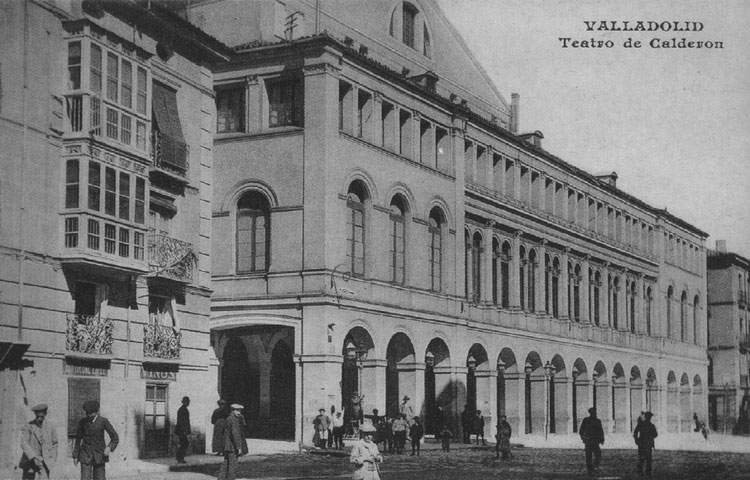
Postal antigua del Teatro Calderón de Valladolid, dónde se realizó el acto público de creación de las Falange Española de las JONS.

La Falange Española de las JONS se creó a partir de la fusión de las organizaciones Falange Española (el partido de José Antonio Primo de Rivera) y las Juntas de Ofensiva Nacional-Sindicalista (JONS). El acuerdo de fusión se firmó el 15 de febrero de 1934, y el acto público se realizó en el Teatro Calderón de Valladolid el 4 de marzo de ese mismo año.
Desde su creación, la Falange se disputa con las JONS la escasa capacidad de convocatoria del fascismo. Las JONS dejan de recibir las escasas aportaciones que recibiera de sectores financieros que ahora, junto a los monárquicos, se decantan por financiar a la Falange. La Falange, con más capacidad de maniobra, capitaliza la llegada de nuevos adeptos, logrando rápidamente superar en número de afiliados a las JONS. Ramiro Ledesma, sin los apoyos de la oligarquía financiera, recibe presiones para que se fusione con la nueva Falange. El 11 de febrero de 1934 el Consejo Nacional de las JONS se reúne para considerar la posible fusión con Falange, y el 15 de febrero, con la aprobación del Consejo Nacional, se alcanza el acuerdo con la Falange, según el cual la nueva formación se denominaría FE de las JONS y estaría dirigida por un triunvirato, dos miembros de Falange: Primo de Rivera, Julio Ruiz de Alda; y uno de los JONS: Ramiro Ledesma.
1934-1935
En agosto de 1934 Antonio Goicoechea, líder de Renovación Española, renovó el pacto alcanzado doce meses antes con Falange Española por el que este partido había recibido una cuantiosa ayuda económica a cambio del control virtual de los monárquicos sobre sus milicias y sindicatos. La ayuda económica de Renovación Española a Falange se justificaba por realizar esta «una obra patriótica de índole nacional que por sus características combativas puede llegar a suplir, frente al poderío y violencia marxistas, las funciones del Estado, hoy vergonzosamente abandonadas por el estado republicano» (a pesar de que en ese momento gobernaban los radicales de Lerroux con el apoyo de la CEDA de Gil Robles).
El pago de 10 000 pesetas mensuales era a cambio del compromiso de Falange de no oponerse a la restauración de la monarquía.

Falange Española de las JONS no atacará en sus propagandas orales o escritas ni al Partido Renovación Española ni a la doctrina monárquica, comprometiéndose a no crear deliberadamente con su actuación ningún obstáculo a la realización del programa de dicho partido.
Parte del acuerdo firmado por Primo de Rivera y Renovación Española.

Además la ayuda estaba condicionada al incremento de las milicias que combatían a las formaciones de izquierdas, creándose un «elemento técnico que actuará en contacto permanente con el mando de FE de las JONS, principalmente en su aspecto militar y de choque».
Sin embargo, tras la Revolución de octubre de 1934 Renovación Española dejó de financiar a Falange al volcar todos sus recursos en el lanzamiento del Bloque Nacional, fundado el 10 de diciembre y al que Falange no quiso integrarse, lo que dejó al partido en una difícil situación económica, que se agravó aún más por la salida de Falange de los monárquicos para sumarse al Bloque Nacional ―en desacuerdo con el punto 25 de los Puntos Programáticos de Falange que establecía la separación de la Iglesia y el Estado: «La Iglesia y el Estado recordarán sus facultades respectivas, sin que se admita intromisión o actividad alguna que menoscabe la dignidad del Estado o la integridad nacional»― ya que ellos eran sus principales cotizantes, con el marqués de la Eliseda al frente, que había calificado el punto 25 como «francamente herético». Otra de las consecuencias fue la expulsión del partido de Ramiro Ledesma en enero de 1935 tras fracasar en su intento de desgajar a las JONS ―y a la CONS― de Falange.
Finalmente José Antonio Primo de Rivera consiguió la ayuda económica de la Italia fascista (30.000 pesetas mensuales a través de la embajada italiana en París) tras entrevistarse en Roma con Mussolini el 6 de mayo de 1935, y gracias a la cual el partido pudo comenzar a recuperarse en la segunda mitad de ese año ―periodo en el que «ciertos ámbitos conservadores volvieron sus ojos de nuevo a Falange como último dique frente a la revolución» y en el que las acciones violentas del partido se recrudecieron―. La ayuda económica fascista se mantuvo hasta la detención de José Antonio Primo de Rivera en marzo de 1936.
Al iniciarse 1935, las diferencias entre Primo de Rivera y Ramiro Ledesma eran insalvables. Ramiro Ledesma se reunió con los antiguos dirigentes de las JONS para avanzar hacia una escisión. El 14 de enero se publicó en el Heraldo de Madrid una nota de Ramiro Ledesma, Onésimo Redondo y Nicasio Álvarez de Sotomayor en la que se expresaba la necesidad de "reorganizar las JONS fuera de la órbita de Falange". Primo de Rivera no tardó en reaccionar, convocó una reunión de la Junta de Mando,  consiguió retener en el partido a Onésimo Redondo, y el 16 de enero Ledesma fue oficialmente expulsado. Con Ledesma, salieron también militantes destacados desde los comienzos del movimiento nacionalsindicalista, como Ernesto Giménez Caballero y Juan Aparicio.
Los resultados electorales de la Falange durante la II República fueron siempre muy escasos. Esta pobreza de resultados se debió a varias razones, entre ellas, que en España no había un nacionalismo fuertemente arraigado, sino que por el contrario, existían fuertes sentimientos nacionalistas periféricos (por ejemplo, los nacionalismos catalán y vasco), esto privaba a la ideología fascista, basada sobre todo en el ultranacionalismo, de su principal baza; también a la escasa secularización de la sociedad española y al éxito de otras fuerzas de derechas como la CEDA. El socialista Luis Araquistáin publica en abril de 1934 un artículo en el periódico estadounidense Foreign Affairs en el que analiza las escasas posibilidades del fascismo en España:

En España no puede producirse un fascismo del tipo italiano o alemán. No existe un ejército desmovilizado como en Italia; no existen cientos de miles de jóvenes universitarios sin futuro, ni millones de desempleados como en Alemania. No existe un Mussolini, ni tan siquiera un Hitler; no existen ambiciones imperialistas, ni sentimientos de revancha, ni problemas de expansión, ni tan siquiera la cuestión judía. ¿A partir de qué ingredientes podría obtenerse el fascismo español? No puedo imaginar la receta.

Tampoco consiguieron una solvencia económica. Aunque, en principio, recibiera más apoyos de grandes financieros y terratenientes que las JONS, estos no fueron suficientes hasta que en 1935 fuese subvencionada mensualmente con 50 000 liras (30 000 pesetas) por el gobierno italiano. Subvención que fue reducida a la mitad para, posteriormente, ser retirada tras los pobres resultados electorales de 1936. Ni la doctrina nacional-sindicalista logró atraer a los trabajadores, encuadrados estos en los sindicatos de clase mayoritarios (UGT y CNT). En este periodo no consiguió tener ningún diputado en las Cortes, ya que aunque José Antonio Primo de Rivera consiguió el acta de diputado en las elecciones de noviembre de 1933, lo hizo a través de una candidatura conservadora de Cádiz, denominada Unión Agraria y Ciudadana.
El 15 de noviembre de 1935 se celebró el Segundo Consejo Nacional de Falange, del que salió la propuesta de formar un Frente Nacional Español para oponerse a las formaciones de izquierdas en las próximas elecciones. Esta propuesta fue ignorada; pero, más adelante, José María Gil-Robles realizó su propia propuesta que se concretaría en el Frente Nacional en el que se agrupaba la CEDA y los monárquicos del Bloque Nacional. La Falange, en principio, mostró su intención de integrarse en él. Primo de Rivera se entrevistó con Gil-Robles el 14 de enero de 1936, llegando a un primer acuerdo que garantizaba a Falange tres actas de diputado y otras tres posibles. Primo de Rivera concurriría por la circunscripción de Salamanca junto al propio Gil-Robles para garantizar su acta. Al día siguiente, en una segunda entrevista, Primo de Rivera comunica a Gil-Robles el rechazo del anterior acuerdo, la dirección de Falange no lo había aceptado. Gil-Robles le respondió que no estaba en condiciones de ofrecerle ninguna acta más. Aún existirían otros contactos sin que, al final, fuese posible el acuerdo.
De febrero a julio de 1936
Las Elecciones de 16 de febrero de 1936 fueron ganadas por el Frente Popular. La Falange, que se presentaba en solitario en un número limitado de circunscripciones, no consiguió ninguna acta de diputado, obteniendo únicamente 46 000 votos en total, esto significaba el 0,7% del electorado. Tal derrota se debió a que la CEDA se consideró la más clara opción para la derecha y a que Primo de Rivera, que realizó una intensa campaña electoral, no conectaba en sus discursos con la audiencia. Estas elecciones pusieron de manifiesto la escasa entidad de FE de las JONS. Primo de Rivera había dicho que contaban con más de 60 000 militantes y en Madrid 11 000. En Madrid, los votos conseguidos por FE de las JONS no llegaron a 5000, el 1,2%. Primo de Rivera, al no resultar elegido, perdió su inmunidad parlamentaria.
Así describe el historiador Fernando del Rey Reguillo el «pintoresco guión» que siguieron los falangistas en todos sus mítines:

En primer lugar, al inicio de los actos, leían la lista de sus "mártires" en medio de un "emocionado silencio", contestando de inmediato con los gritos y saludos rituales; después arremetían contra los enemigos de su proyecto "nacionalsindicalista": las "hordas marxistas", los "separatistas" y los republicanos de izquierda (en particular, el nefasto de las berrugas"), pero también los monárquicos, los plutócratas que se oponían a la reforma agraria o "la Banca". Porque ellos, ante todo, eran "españoles" ("hartos de ver cómo se juega con el crédito de nuestra patria") dispuestos a salir "a la calle a dar el pecho" e impedir que España fuera "a ser descuartizada". Y como españoles, no comulgaban con las izquierdas pero tampoco con las derechas que se desentendían del destino de los obreros.

A partir del triunfo electoral del Frente Popular, Falange, que hasta entonces era una formación muy minoritaria, con presencia únicamente en la calle, recibe una avalancha de militantes de la juventud de la CEDA, descontenta con la que consideraban posición moderada de su partido. La situación de agitación en Madrid y en las principales ciudades aumentó y los enfrentamientos armados entre militantes de los partidos de la izquierda y los falangistas alcanzaron extrema gravedad. Tras el atentado, el 11 de marzo de 1936, contra el catedrático de Derecho y militante socialista Jiménez de Asúa, llevado a cabo por un militante falangista, el juez municipal que le procesó fue asesinado a las 48 horas por pistoleros falangistas.

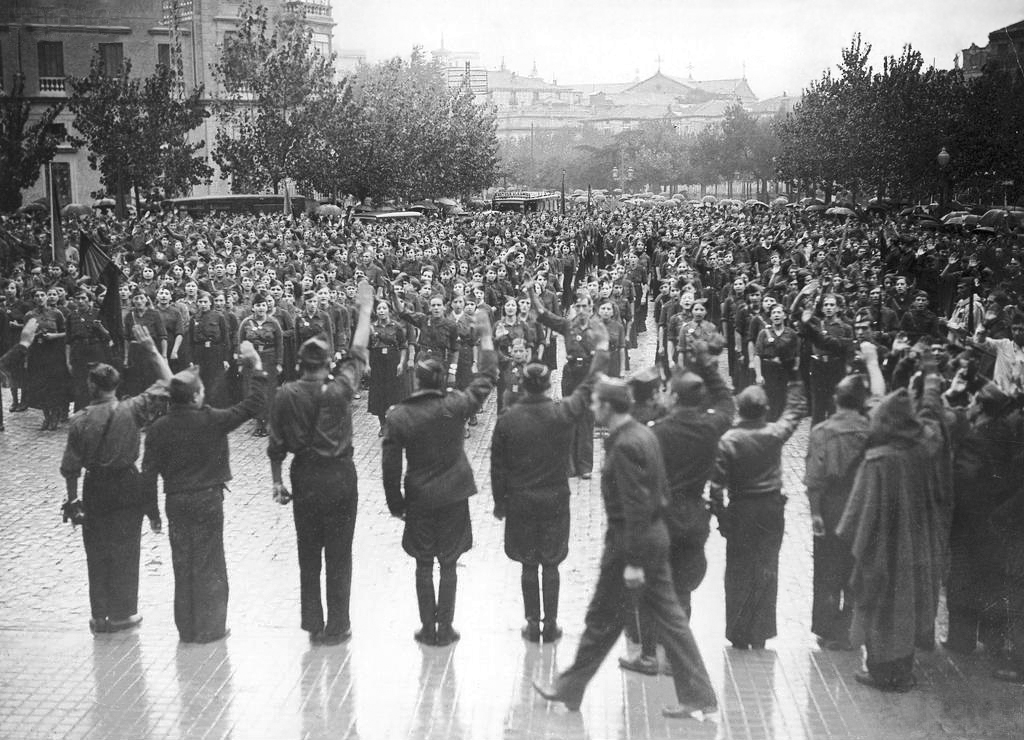
Concentración de la Falange en Zaragoza, octubre de 1936.

Estos hechos determinaron la ilegalización de la Falange y sus dirigentes, entre ellos Primo de Rivera, que fueron encarcelados el 14 de marzo. Posteriormente los tribunales de justicia —Audiencia de Madrid, en sentencia de 30 de abril de 1936, y Tribunal Supremo, en sentencia de 8 de junio del mismo año— absuelven a Primo de Rivera y a los suyos declarando legítima, dentro del marco constitucional español —conforme a los artículos 34 y 39 de la Constitución de 1931 y Ley de Asociaciones de 30 de junio de 1887—, la doctrina de Falange Española, quedando sin efecto el procesamiento acordado por el juez de Instrucción contra Primo de Rivera y los falangistas que le acompañan. No obstante, siguió en la cárcel al haber sido condenado a nueve meses de reclusión por tenencia ilícita de armas (se le encontraron tres pistolas cargadas en su domicilio).
Teniéndose que repetir las elecciones en Granada y Cuenca al haber existido irregularidades en estas provincias, la CEDA, por mediación de Serrano Suñer y el monárquico Antonio Goicoechea, accedió a incluir a Primo de Rivera en las listas de Cuenca, con posibilidades de ser elegido; así conservaría la inmunidad parlamentaria y saldría de la cárcel (en la misma lista se quiso incluir también al general Franco, pero este fue vetado por Primo de Rivera). Pero desde la Junta Electoral se declaró que sólo eran válidos aquellos candidatos que ya lo fueran en las elecciones originales, por lo que fue eliminado de la lista (Primo de Rivera se había presentado a las elecciones por la circunscripción de Cádiz consiguiendo 7.499 votos, el 4,6% del electorado).
En el mes de julio de 1936, Primo de Rivera seguía encarcelado en Alicante, después de dos juicios por distintas causas. Desde allí estaba en contacto con los principales conspiradores que materializaron la sublevación contra la II República y que culminó con la rebelión, el 17 de julio, del Ejército de África (al que después se incorporaría para dirigirlo el general Franco), seguida al día siguiente de otras guarniciones peninsulares.

#### Violencia durante la Segunda República
En el periodo de la II República las organizaciones juveniles se caracterizaron por su carácter violento. Las juventudes de izquierdas se proclamaban revolucionarias y las juventudes de derechas, antiliberales. Los enfrentamientos entre ambas eran frecuentes. Unas y otras, escapando al control de sus respectivos partidos, contradecían abiertamente la actividad de estos en el Parlamento. La situación en el ámbito laboral no era mejor, las organizaciones obreras se enfrentaban a grupos de pistoleros al servicio de los intereses de los patronos. En este contexto surge Falange Española con la práctica de la violencia como parte de su ideario.
Como otros movimientos fascistas, F.E. puso especial interés en encuadrar en sus filas a jóvenes, organizándolos en una estructura paramilitar y canalizando su rebeldía hacia la práctica metódica y organizada de la violencia política. En las fichas de afiliación había una casilla en la que se hacía constar si se poseía "bicicleta", eufemismo de pistola, y se entregaban porras flexibles forradas de metal. En enero de 1934 el periódico republicano La Voz publicó un documento interno en el que se teorizaba sobre la violencia y se daban instrucciones precisas de cómo ejercerla:

Fracasadas rotundamente las tentativas de actuaciones por procedimientos legales, e impotentes hoy para contener el avance de la ola roja, cuya práctica y procedimientos genuinamente violentos, a la violencia habrá que recurrir para contener y luego destruir ese peligro que pretende acabar con la civilización.

Los golpes de mano han de estar perfectamente preparados con anterioridad hasta en los menores detalles y llevados a cabo con personas de confianza… Sus objetivos están en todas partes: en la calle y bajo techado, de día y de noche, sobre personas o sobre cosas, y son de un efecto tan grande que, llevado y ejecutado con precisión y audacia pueden resolver situaciones muy comprometidas […]
La lucha de masas: […] Su modalidad de empleo es la lucha a fondo, y va precedida de la provocación, aun cuando a veces se emplea también la sorpresa. La fuerza que la ejecuta es, como mínimo, la falange (formada por 33 individuos: tres ‘escuadras’ compuestas por 9 afiliados, un jefe y un subjefe), unidad a propósito para esta clase de actuaciones, pues por sí sola lleva a todos los medios combativos necesarios.

Ejecución de la lucha: Divididos en escuadras y en contacto estrecho entre individuos de cada una de ellas, para que nunca quede ninguno aislado, se distribuirán estratégicamente, procurando rodear al contrario y, a una señal convenida del jefe de la falange, actuarán con la mayor violencia…

Las milicias denominadas Falange de la Sangre (posteriormente pasó a llamarse Primera Línea), estuvieron dirigidas inicialmente por el militar retirado Luis Arredondo. Comenzaron a provocar y mezclarse en escaramuzas. Se sucedieron los altercados callejeros y las operaciones de castigo. La distribución de su publicación F.E., voceada por sus propios militantes (los quioscos se habían negado a distribuirla presionados por las organizaciones de izquierdas), propició los principales focos de enfrentamientos. Falange, en la Universidad de Madrid, creó un sindicato de estudiantes, el SEU, en contraposición al mayoritario FUE, con el objetivo de "destruirle". El 25 de enero de 1934 se llevó a cabo una de esas operaciones de castigo contra el FUE en la Facultad de Medicina, dejando a un miembro de la FUE gravemente herido.
Los primeros muertos se produjeron en el bando de la Falange. El 7 de febrero de 1934, dos semanas después del incidente de la Facultad de Medicina, Matías Montero, estudiante de medicina y cofundador del SEU, murió tiroteado cuando regresaba a su casa después de haber distribuido F.E. Por la dialéctica de la Falange, se esperaba que esta muerte fuese vengada, lo que no ocurrió. Desde los medios de comunicación comenzaron a ironizar sobre el carácter fascista de Falange. Wenceslao Fernández Flórez los llamó franciscanistas y no fascistas. En el ABC, Álvaro Alcalá Galiano se preguntaba «¿Dónde están las misteriosas legiones fascistas?» A FE se la llamó Funeraria Española y a Primo de Rivera, «Juan Simón el Enterrador». En F.E. se contestó a estas críticas: «Falange Española aceptará y presentará combate en el terreno que le convenga, Falange Española no se parece en nada a una organización de delincuentes, ni piensa copiar los métodos de tales organizaciones, por muchos estímulos oficiosos que reciba.»
A finales de febrero y principios de marzo, en Valladolid muere asesinado otro militante falangista, otro en Gijón y un tercero en Madrid. Estas muertes coinciden con la destitución de Arredondo al frente de la Falange de Sangre, sustituido por el aviador Juan Antonio Ansaldo, que las organizó «con el más puro y sangriento estilo fascista». «Los falangistas tardaron semanas en responder con contundencia a estas agresiones […] ello era así, no por que los responsables de FE fueran partidarios de una política de contemporización frente a la presión de las organizaciones obreras, sino por las propias carencias de Falange». Desde las filas de Falange se protestó por la inacción ante la sangría que se estaba produciendo. El líder de las JONS, Ramiro Ledesma, se sumó a las críticas:

Ocurrió que la presencia de F.E. se hizo con excesivos optimismos y gesticulaciones. Hay que ser más parcos en el vocabulario de la violencia, sobre todo cuando no se puede dar cumplimiento a sus frases, o cuando hay casi seguridad de que el enemigo las va a creer al pie de la letra.

A partir de abril de 1934, con la fusión de las JONS efectuada dos meses antes, las milicias se fortalecieron con la incorporación de los jonsistas. Comenzaron a ser más efectivas en sus represalias, dedicándose también al desarrollo de una táctica de terror contra las organizaciones de izquierda. La primera víctima mortal en las filas de las formaciones de izquierda se dio el 10 de junio de 1934, cuando un comando de FE de las JONS, como represalia a la muerte, ese mismo día, de uno los suyos, tiroteó a un grupo de excursionistas de las Juventudes Socialistas matando a la joven Juanita Rico, dejando incapacitado a su hermano menor e hiriendo de bala a otros varios.
A partir de 1935, resueltos los problemas de liderazgo, Falange retomaría con fuerza la actividad callejera. Coincidiendo con la incorporación de Agustín Aznar como jefe nacional de milicias, y bajo la supervisión de Primo de Rivera, se emprendieron acciones violentas contra elementos izquierdistas y antagonistas, buscando el impacto propagandístico y mayor presencia en el mundo rural. En este sentido, alcanzó notoriedad el ataque del 16 de marzo a los almacenes Sepu, negocio regentado por empresarios de origen judío, en el que destrozaron escaparates y mobiliario de su local madrileño de la Gran Vía.

##### Verano de 1935
El 7 de agosto de 1935 fue tiroteado en Sevilla el joven falangista Antonio Corpas Gutiérrez, que murió a las pocas horas. Tras la autopsia, el cadáver de Antonio Corpas fue trasladado al cementerio de Sevilla, donde fue inhumado en la tarde del 10 de agosto de 1935. Pocas horas después, a las ocho de la tarde del 10 de agosto de 1935, desde un vehículo que pasaba a gran velocidad por delante del local de la Unión de Sindicatos, en la calle Arenal, número 3, de Sevilla, sus ocupantes hicieron numerosos disparos contra el sindicato comunista, al grito de "¡Viva Falange Española! ¡Viva España!" A consecuencia de los disparos resultó muerto el conserje Juan Rasero, de 30 años, y resultó gravemente herido Francisco Lizán Rodríguez, de 45 años. Otros dos sindicalistas resultaron heridos leves. Las autoridades detuvieron a Sancho Dávila, jefe de la Falange sevillana, y clausuraron las sedes de Falange de Sevilla y Dos Hermanas e impusieron una multa de 1000 pesetas a los directivos locales.
La actividad de la Falange estuvo dificultada por frecuentes clausuras de sus locales y la prohibición de muchos de sus actos a causa de los numerosos incidentes violentos que protagonizaban. Sus milicias no dudaron en utilizar a adolescentes en sus acciones, como se demostró con la muerte en un enfrentamiento con armas del estudiante de bachillerato Jesús Hernández, de quince años de edad. Integrado en el SEU, se demostró que, al igual que sus compañeros de la misma edad, portaban pistolas.

### Triunfo del Frente Popular
Con el triunfo del Frente Popular en las Elecciones de febrero de 1936, la violencia se recrudeció llegando a situaciones de extrema gravedad. Cabe destacar el atentado contra el catedrático y diputado socialista Jiménez de Asúa, en el que murió un escolta, Jesús Gisbert. En efecto, la mañana del 12 de marzo de 1936 un grupo de cuatro falangistas realizó 36 disparos con una pistola ametralladora desde un automóvil, intentando asesinar al político socialista, que logró salvar la vida ocultándose en una carbonería de la calle Velázquez. Salió ileso, pero en el atentado falleció el policía que lo custodiaba, Jesús Gisbert.
Reunida la cúpula de Falange, y como escarmiento contra jueces y fiscales, se ordenó el asesinato del magistrado Manuel Pedregal, ponente del caso en un tribunal que había condenado a un falangista y a sus dos cómplices. 
En apenas cuatro meses, los que van hasta el pronunciamiento del 18 de julio, murieron en enfrentamientos violentos y atentados unos 40 falangistas y no menos de las organizaciones de izquierda. Un jefe territorial de Falange se jactó de que «el Depósito judicial acogió por cada uno de los nuestros a diez de los contrarios».

#### Conspiraciones contra la República
La Falange nace ya como una fuerza antiparlamentaria que contempla la violencia como método para alcanzar sus fines:

Pero no saldrá de ahí nuestra España ni está ahí nuestro marco [el parlamento]. Esa es una atmósfera turbia, ya cansada, como de taberna al final de una noche crapulosa. No está ahí nuestro sitio. Yo creo, sí, que soy candidato; pero lo soy sin fe y sin respeto. [...] Nuestro sitio está al aire libre, bajo la noche clara, arma al brazo y, en lo alto, las estrellas.
Primo de Rivera, discurso fundacional de la Falange.

Ese espacio que anunciaba Primo de Rivera en su discurso fue la desestabilización política y la conspiración. En el informe secreto sobre la situación política española que Primo de Rivera redactó para el gobierno italiano en 1935, sobrevalorando la capacidad de Falange, informaba:

Si la revolución socialista estalla contra el Gobierno, la Falange, al lado de la Guardia Civil, podrá apoderarse de varios pueblos, quizá incluso de una provincia, y proclamar la revolución nacional contra un Estado impotente que no ha sabido ahorrar al país varias revoluciones en un año. El Gobierno, bastante incómodo con los socialistas, encontrará muy difícil enviar tropas contra el fascismo… Se hubiese podido desarrollar perfectamente en Asturias en el mes de octubre de 1934 si Falange hubiera sido tan fuerte como ahora.

Si un gobierno de izquierdas, más o menos socialista, llega al poder, todo el Ejército, en tanto que esté mandado por sus jefes actuales, seguirá de buen grado al primero que lance la consigna de la rebelión nacional. Todos los partidos de derechas dudarán y el Ejército no tomará por sí mismo la iniciativa. Podría ser la Falange quien lo hiciera.

Pero no hay que soñar. Por el momento, la tarea de los organizadores de la Falange es trabajar sin descanso por fortalecer todos los órganos: será en el mes de octubre cuando se pueda hablar de un plan integral y calcular los elementos de los que se deba disponer para cumplirlo.
Del informe secreto sobre la política española redactado por Primo de Rivera para el gobierno italiano.

En noviembre de 1934, Primo de Rivera ya había enviado una circular a los oficiales del ejército incitándoles a la sublevación: Este será el instante decisivo; el redoble o el silencio de vuestras ametralladoras resolverá si España ha de seguir languideciendo o si puede abrir el alma a la esperanza de imperar. A finales de 1934 o principios de 1935, elaboró la composición del posible gobierno que saldría del golpe de Estado. Formado principalmente por falangistas, también figuraban Franco, Mola y Serrano Suñer como ministros de la Defensa Nacional, Gobernación y Justicia, respectivamente. Primo de Rivera se autonombraría jefe de aquel gobierno.
En junio de 1935, la cúpula falangista se reunió con los jefes territoriales en el Parador de Gredos para preparar la insurrección. El inicio sería en Salamanca para posibilitar la incorporación del general Sanjurjo (por entonces exiliado en Portugal) y, también, la posible huida en caso de fracaso. Se había contactado con varios generales para que se sumaran a la revuelta, se habló de la provisión de 10 000 rifles y del adiestramiento en Navarra de voluntarios carlistas. El plan no consiguió los apoyos necesarios. En noviembre de 1935 aún propondría otro plan para hacerse con el poder. La insurrección, esta vez, comenzaría en Toledo con la colaboración del general Moscardó. El plan, calificado de descabellado, tampoco encontró los apoyos suficientes. Más adelante, recurriría directamente a Franco, jefe del Estado Mayor, para que apoyara la insurrección. En la entrevista, Franco en todo momento desvió la conversación.
Primo de Rivera y Franco se conocieron en febrero de 1931 en la boda de Ramón Serrano Suñer con la cuñada de Franco, Zita Polo. Franco fue el padrino de la novia y Primo de Rivera testigo del novio. A pesar de los esfuerzos de Serrano Suñer, estos no trabaron amistad.
A finales del verano de 1934, momento de tensión entre la derecha y la izquierda, escribió una carta a Franco en la que intentaba persuadirle para que diera un golpe de Estado. Creía una inminente victoria de los socialistas y consideraba esta victoria como una "invasión extranjera". Franco no se dignó responderle. Franco no tenía el menor interés en asumir los riesgos que comportaría su asociación con insignificantes organizaciones fascistas. Primo de Rivera y Franco volverían a encontrarse en el domicilio del padre de Serrano Suñer. Fue a mediados de febrero de 1936, poco antes de las elecciones que ganaría el Frente Popular. Nuevamente, y ahora de forma acalorada, Primo de Rivera le propuso dar un golpe de Estado que impusiera un gobierno nacional contrarrevolucionario. Franco eludió el tema con evasivas.
A partir de mayo de 1936, ya desde la cárcel, mantiene correspondencia con el general Mola. En una carta que Primo de Rivera le hizo llegar a Pamplona, no le prestaba su apoyo total y hablaba de condiciones, ofreciéndole 4000 falangistas disponibles desde el primer día del alzamiento. El 13 de julio manda otra carta en la que le pedía acelerar la sublevación. "Tiene el carácter de apelación suprema. Estoy convencido de que cada minuto de inacción se traduce en una apreciable ventaja para el gobierno". Se cruza la comunicación que Mola le envió, por medio de un oficial, informándole del día del alzamiento. El 17 de julio, un manifiesto cuya redacción se atribuye a Primo de Rivera, expresaba la participación sin reservas de la Falange en la rebelión.

### Guerra Civil
En la Guerra Civil, los falangistas participaron activamente en la represión ejercida por los sublevados. Numerosas unidades quedaron en la retaguardia encargadas de esta labor y, aunque en gran medida operaron como mero brazo ejecutor de los mandos militares, también ejercieron acciones de forma autónoma, principalmente durante los años 1936 y 1937. Aun así, Antonio Ruiz Vilaplana, Secretario Judicial de Burgos y abogado liberal que acabaría huyendo del franquismo en 1937, afirmó que la Falange, al menos en la provincia burgalesa, fue «la que menos víctimas ha causado, y desde luego la que ha procedido con un criterio más justo y recto; de todas las milicias y cuerpos es la única que se ha preocupado de que una relativa moral y equidad informara sus decisiones», señalando como principales responsables de esta represión a elementos militares, reaccionarios y eclesiásticos.
Paralelamente, sus militantes y simpatizantes, o sospechosos de serlo, fueron objeto en ocasiones de la violencia en la zona republicana. En el frente, lucharon encuadrados en sus propias unidades y bajo las órdenes del mando militar.
Primo de Rivera fue juzgado bajo la acusación de inductor de la rebelión militar y condenado a muerte; fue fusilado, sin esperar el enterado del Gobierno, en la prisión de Alicante el 20 de noviembre de 1936.
Desde el bando sublevado se organizaron varios intentos de liberación y se hicieron varias ofertas de canje, la que quizá hubiera podido tener más posibilidades de éxito fue el intento de canje por el hijo de Largo Caballero (en aquel entonces presidente del Gobierno). Largo Caballero no quiso participar en el consejo en el que se trató el tema, entendiendo que no debía forzar una decisión en la que tan directamente estaba implicado, y el canje fue desestimado. No obstante, existen especulaciones sobre si se hizo lo suficiente para preservar la vida del líder de la Falange y que Franco pudo tener algo que ver en ello. Se sabe por Ramón Serrano Súñer, cuñado de Franco (el cuñadísimo) y amigo de ambos, que sus relaciones eran malas, pero también se acepta que por aquel entonces, Franco no había todavía puesto sus ojos en la Falange y que sus proyectos eran otros. En todo caso, la muerte de José Antonio (como se le conoce entre los falangistas) fue silenciada durante meses en el bando de los sublevados, donde se le llegó a conocer como el ausente, impidiendo que surgiera un relevo en su liderazgo, siendo Manuel Hedilla la cabeza más visible de la Falange de aquella etapa.
Fuera de España ya antes del estallido de la contienda se habían organizado agrupaciones falangistas, especialmente en Argentina y Cuba. A partir de julio de 1936 el número de delegaciones exteriores aumentó considerablemente, y por lo que se llegó a organizar un departamento que las coordinara, el Servicio Exterior de Falange. En enero de 1937 el escritor Felipe Ximénez de Sandoval fue puesto al frente de la que pronto se empezó a conocer como Falange Exterior.

#### El Decreto de Unificación

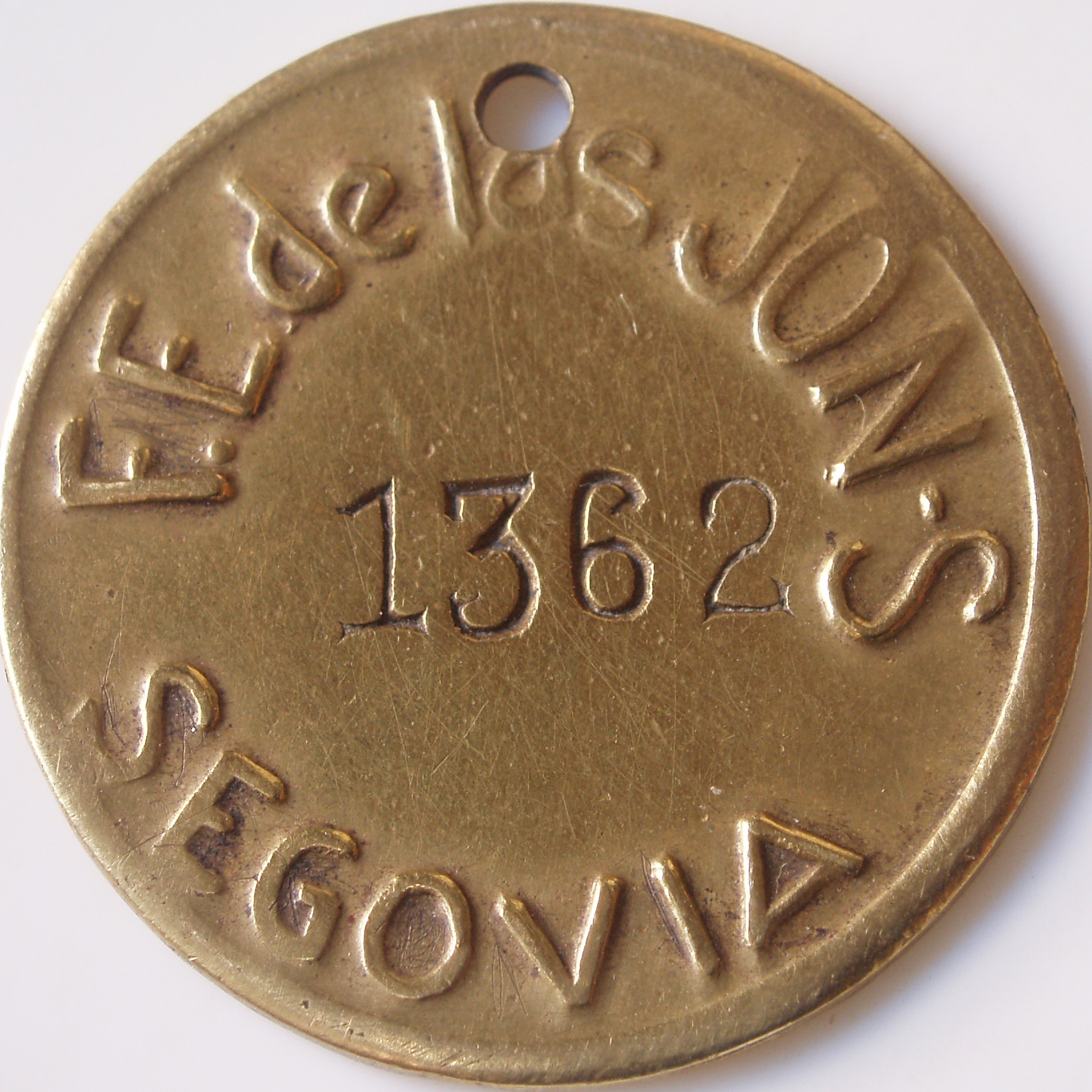
Chapa de identificación. FE de las JONS, Segovia.

Según un falangista de la época, la Falange en el transcurso de los primeros meses de la guerra había pasado de ser «un cuerpo minúsculo con una gran cabeza a ser un cuerpo monstruoso sin cabeza». De ser un partido con muy escasa militancia, tras el levantamiento, en la zona en poder de los sublevados la Falange se beneficia de una avalancha de nuevos militantes. Se afilian miembros de partidos derechistas que consideran moderadas las posiciones de sus respectivos partidos en aquel contexto de guerra y se acercan a unas milicias de marcado carácter violento y militarista, y, también, muchos que podían ser considerados desafectos al nuevo régimen y se refugian en la Falange como medio de escapar a la represión.
Franco, tras la reunión de Salamanca del 28 de septiembre de 1936, ya Generalísimo de los ejércitos sublevados y autoproclamado Jefe de Estado, piensa en hacerse con un partido político que le permita mantenerse en el poder una vez acabada la guerra. «En la zona nacional, la idea de unir las diferentes fuerzas políticas flotaba en el ambiente desde hacía tiempo. Sin embargo, la idea parece haber arraigado en la mente de Franco a principios de enero como resultado de una sugerencia italiana. El agregado de prensa italiano Guglielmo Danzi el 9 de enero de 1937 envío un telegrama al Ufficio Spagna: “Aceptando mi sugerencia, el general Franco ha decidido fundar una asociación política de la cual él será el jefe oficial… se esforzará en unir a los partidos en un cuerpo político sobre el modelo del Partido Fascista”». Los primeros intentos fueron los de crear un nuevo partido.  Serrano Súñer, con un olfato político del que carecía Franco,  desplazando a Nicolás Franco, entonces encargado de la creación de una ‘ acción Ciudadana’ o ‘Partido Franquista’, fue el que diseñó la estructura política  que daría soporte a la dictadura de Franco. Serrano Súñer fue dirigente de las juventudes de la CEDA, llegando a ser diputado. Íntimo amigo de José Antonio Primo de Rivera compartía con él su admiración por el fascismo y los objetivos de la Falange.
La Falange y los Carlistas fueron los dos grupos políticos que más activamente, y desde el primer momento, colaboraron en lo que comenzaba a llamarse el Movimiento Nacional. Primo de Rivera, ya antes de crear la Falange, se había referido a los carlistas como la única formación de auténtica doctrina nacionalista, aunque demasiado anclada en el pasado. Franco, con anterioridad, en el otoño de 1936 ya se puso al habla con los dirigentes de ambos grupos para propiciar su unificación. Manuel Hedilla, por parte de Falange, se mostró partidario de la unificación:

La tendencia a la formación de una única fuerza es innegable. Creemos que esto se producirá al asimilar la Falange... aquellos puntos del tradicionalismo que sean compatibles con las necesidades del momento. [...] En el terreno religioso no tenemos nada que resolver; porque todo está resuelto.
Manuel Hedilla. Arriba España 6 de enero de 1937.

Ambas formaciones se reunieron en varias ocasiones, llegando a acuerdos parciales. «La jefatura de la Falange era un semillero de rivalidades personales» y en abril de 1937, una disputa en su seno es aprovechada para materializar la unificación. En Salamanca, fue cuestionado el liderazgo de Hedilla, y un grupo de disidentes constituyó un triunvirato para asumir la nueva dirección. En la noche del 16 de ese mismo mes, Hedilla envía a los domicilios de estos dirigentes pelotones armados que fueron recibidos a balazos. En la refriega muere un guardaespaldas de uno de los disidentes y otro del propio Hedilla. Al día siguiente, Hedilla convoca el Consejo Nacional de Falange, aun sin alcanzar la mayoría (obtuvo 10 votos de los 24 posibles; el resto se abstuvo o votó por otros candidatos), fue proclamado Jefe Nacional.
Esa misma noche, Franco anunció por radio el decreto de unificación. Hedilla, que estuvo presente durante el comunicado de Franco, también estuvo presente en el balcón junto a Franco cuando este saludó a los manifestantes que celebraban la unificación, no mostró disconformidad con el mismo e informó en la sede de Falange que la unificación respetaba los 27 puntos programáticos con apenas modificaciones. El decreto, publicado el 20 de abril, nombraba a Franco Jefe Nacional y a Hedilla primer miembro de la Junta Política. Hedilla, que aspiraba al menos a secretario general en funciones, rehusó el cargo. El 25 de abril fue detenido acusado de incitación al desorden y rebelión.
El decreto no planteó una resistencia organizada ni por parte de Falange ni por el carlismo. Únicamente, en algunas ciudades, se dieron pequeñas manifestaciones contrarias que se solventaron con 1.521 detenciones y 288 condenas de diferente orden. Hedilla fue condenado a muerte, aunque la pena se conmutó por la de destierro. Pasando por la cárcel de Las Palmas de Gran Canaria, cumplió cuatro años de destierro en Mallorca. «Otro elemento crucial para llegar a entender el éxito de Franco consiste en que en esta ocasión, como en tantas otras, dio la sensación de adoptar una medida provisional y de urgencia y, por tanto, susceptible de cambio, cuando en realidad no hacía otra cosa que ratificar su claro deseo del monopolio de poder».
El siguiente conato de disidencia se produciría la primavera de 1942 por parte de un grupúsculo denominado Falange Auténtica, que distribuyó unas octavillas en las que se llamaba a una auténtica revolución nacional-sindicalista que debería darse con el apoyo de la Alemania nazi e implicándose España en la II Guerra Mundial al lado del Eje.
Actuales grupos falangistas, como FE-JONS Auténtica, Falange Española Independiente y la propia FE-JONS, consideran que el Decreto de Unificación acabó con la Falange Española de las JONS y afirman ser los auténticos poseedores de la ideología falangista.

#### Jefe de la Falange
- José Antonio Primo de Rivera (1934-1936)
- Manuel Hedilla (1936-1937)

### La dictadura franquista
Aunque la Falange tuviera veleidades verbales radicales y chocara con los franquistas puros, todos sus elementos, incluso los más radicales, se integraron sin problemas en el régimen. Franco se convirtió, tras el Decreto de Unificación, en el jefe nacional de FET de las JONS y caudillo del Movimiento; con plenos poderes, no debía responder sino ante "Dios y la Historia".
Finalizada la guerra, FET y de las JONS se constituye en el brazo político del régimen franquista, siendo también conocida como Movimiento Nacional y constituyendo el Partido único oficial en España entre 1939 y 1975, al que era necesario o conveniente pertenecer para ejercer muchos cargos de la Administración. Esto constituyó el típico cursus honorum para políticos ambiciosos. Estos nuevos conversos fueron llamados camisas nuevas, en oposición a los camisas viejas o militantes de antes de la guerra. El Movimiento se incautó de las propiedades de los partidos de oposición y de los sindicatos, todos ellos declarados ilegales por el nuevo régimen.
FET de las JONS, ya desde el tiempo de la Guerra Civil, creó organizaciones juveniles tales como el denominado Frente de Juventudes, designando a sus componentes con nombres como Flechas y Pelayos, de forma similar a cómo lo hacían las organizaciones juveniles alemanas Hitlerjugend e italianas con sus Balilla y Arditi. También creó una organización de carácter social, primero llamada Auxilo de Invierno que posteriormente pasó a llamarse Auxilio Social.
Asimismo dio un gran impulso a la Sección Femenina, dirigida por la hermana de José Antonio Primo de Rivera, Pilar, que se encargaba de instruir a las jóvenes sobre cómo ser buenas patriotas, buenas cristianas y buenas esposas; adoctrinando a las mujeres en el principio, común en los movimientos fascistas, de la supremacía masculina:

Las mujeres nunca descubren nada; les falta, desde luego, talento creador, reservado por Dios para inteligencias varoniles; nosotras no podemos hacer más que interpretar mejor o peor lo que los hombres nos dan hecho.
 Pilar Primo de Rivera.

Según Robert O. Paxton los servicios sociales de la sección femenina fueron una de las áreas en las que el falangismo tuvo un mayor poder de penetración en la vida diaria durante el franquismo. La labor de la Sección Femenina tuvo aspectos interesantes por sus afanes en mantener tradiciones españolas, como la cocina o los bailes regionales. En su afán paternalista se propuso la formación de las mujeres en el cuidado de los recién nacidos, medidas de higiene y formas de organización familiar.
Jamás se desarrollaron las reformas de carácter social presentes en el ideario nacionalsindicalista, como la distribución de la tierra (por el contrario, se anuló la iniciada reforma agraria de la II República), ni reformas radicales de la economía, como la nacionalización de la banca; aspectos a los que con frecuencia aludían los dirigentes franquistas y falangistas como la Revolución pendiente.
Los ministros de FET de las JONS tuvieron un papel importante en los comienzos del franquismo, pero después de los tratados con Estados Unidos, Franco fue dirigiendo sus preferencias hacia políticos más jóvenes y miembros del Opus Dei.
La primera evolución del Movimiento fue su "desfascistización". En 1943 la delegación nacional de Propaganda daba instrucciones muy concretas:

Como norma general deberá tenerse en cuenta la siguiente: en ningún caso, bajo ningún pretexto, tanto en artículos de colaboración como en editoriales y comentarios…, se hará referencia a textos, idearios ejemplos extranjeros al referirse a las características y fundamentos políticos de nuestro movimiento. El Estado español se asienta exclusivamente sobre principios, normas políticas y bases filosóficas estrictamente nacionales. No se tolerará en ningún caso la comparación de nuestro Estado con otros que pudieran parecer similares, ni menos aún extraer consecuencias de pretendidas adaptaciones ideológicas extranjeras a nuestra Patria.
La España franquista en sus documentos.

Aunque los propios dirigentes falangistas vieron la necesidad de alejarse de posiciones fascistas, surgieron disidencias en el seno de FET de las JONS que se concretaron en alabanzas públicas a la deteriorada República Social Italiana de Mussolini y acciones violentas contra las embajadas de los aliados.
El Régimen se fue alejando paulatinamente del Eje; aunque siguió colaborando, retiró a la División Azul y con la caída del Tercer Reich, la jefatura del Movimiento (FET de las JONS había pasado a denominarse “el Movimiento”) envió directrices para que la derrota del Eje se viese como el triunfo del régimen que, según estas directrices, en España se había mantenido alejada de la guerra y siempre estuvo preocupada por la paz.
Durante los años 1950, las figuras políticas y culturales del Movimiento fueron perdiendo influencia y relevancia, dando paso a los tecnócratas del "Opus" con lo que surgió otra nueva ola de disidencias. El 1 de abril de 1959 se inauguraba el Valle de los Caídos. Días antes se había trasladado allí el féretro de José Antonio. Durante la exhumación de sus restos en El Escorial, pequeños grupos de falangistas gritaron frases como: "Falange sí, Movimiento no", "No queremos reyes idiotas", "La Falange al lado del pueblo exige la revolución".
En los últimos años de la dictadura surgieron nuevas corrientes disidentes en el seno del falangismo; unas toleradas por el Régimen y otras más clandestinas que pretendían recuperar los principios y el ideario falangistas. Entre estas últimas se encontraba un pequeño grupo denominado Frente Nacional de Trabajadores y el Frente Sindicalista Revolucionario en el que se integró Manuel Hedilla, incorporándose así a la política después de 29 años de inactividad.
También, en los sectores neofranquistas y neofascistas se produce un reordenamiento. «Tanto la derecha neofranquista como los falangistas fueron conscientes de que limitarse a contemplar desde dentro de las estructuras creadas por el régimen (es decir, desde el Movimiento, heredero del partido único) la marcha de los acontecimientos significará la muerte política segura». Dado que los partidos políticos estaban prohibidos se agrupan en asociaciones dispuestos a capitalizar los réditos del franquismo una vez se produzca la muerte de su dictador. Un grupo de estas asociaciones reivindicarán el primer franquismo, el periodo filofascista y la vuelta a los orígenes, a la falange de los años 1931-37 (Círculos Doctrinales José Antonio, Frente de Estudiantes Sindicalistas, Falange Española de las JONS) y un segundo grupo se presenta abiertamente franquista con una ideología nacional catolicista (Fuerza Nueva y la Confederación Nacional de Excombatientes).  Tras la muerte de Franco, su fracaso electoral y su escasa implantación en la sociedad española provocó disputas por el liderazgo que llevó a escisiones, reagrupamientos y transvases de militancia de unos grupos a otros, quedando desdibujadas estas primeras posiciones.

### Desde la muerte de Franco a nuestros días
Tras la muerte del dictador Franco en 1975, y coincidiendo con el periodo conocido como la Transición española, se inició una campaña de desestabilización, repetición de la estrategia de los años treinta. Pero si en aquel entonces su fin fue procurar la caída de la II República, en esta ocasión fue un intento de mantener el régimen e impedir la consolidación de una sociedad democrática. «Es decir, los verdaderos conspiradores van a tratar de justificar su rechazo frontal a la democracia, en defensa de privilegios políticos y económicos, con el argumento de que la democracia es negativa para España». FE de las JONS, en la primera etapa de la Transición, se significó, junto a otros grupos neofascistas, por practicar la violencia callejera y el terrorismo con el objetivo de frustrar el proceso hacia la democracia.
En la matanza de Atocha, cometida en Madrid el 24 de enero de 1977, estuvo implicado el secretario del Sindicato Vertical del Transporte Privado de Madrid, vinculado a FE de las JONS. Y en 1980 en el madrileño barrio de Ciudad Lineal, en el bar San Bao, son escuadrillas de FE de las JONS, con sus mandos a la cabeza, las que asesinan a balazos al joven Juan Carlos García Pérez. Dos casos de terrorismo en los que pudo probarse judicialmente conexiones de FE de las JONS. Cuestión, esta última, difícil ya que en ocasiones los atentados contaban con la colaboración de la propia policía.
En esta época, el falangismo se encuentra dividido en numerosos grupos. Raimundo Fernández-Cuesta, ministro de Franco y líder de las corrientes falangistas mayoritarias, escribiría:

Franco y José Antonio, dos figuras excepcionales de nuestra historia, están unidos no solamente en el pensamiento y en la obra en su afán de servicio, sino también por el contenido de su testamento, ejemplo de fe católica y ofrenda a España.
Raimundo Fernández-Cuesta, en: Historia de la Falange, Sheelagh M. Ellwood, Paul Preston.

Organizando actos con vocación de multitudinarios en los que estaban invitadas las más significativas figuras del franquismo, como la conmemoración del primer aniversario de la muerte de Franco, junto a las corrientes mayoritarias que aún veían posible una restauración del franquismo, conviven las corrientes llamadas de oposición que apuestan por un distanciamiento del Régimen. En el congreso de FE de las JONS de 1975, presidido por Fernández-Cuesta, se declaró la fidelidad a los principios y valores del 18 de julio de 1936, renunciando así a todo intento de borrar su colaboración con el franquismo. A él asistieron significativas figuras del franquismo y los diferentes grupos de oposición falangista. Los primeros defendieron la figura y trayectoria de Franco y los segundos, airados, abandonaron el congreso.
El fracaso electoral en las elecciones generales de 1977, en las que las posiciones defensoras del franquismo sumaron menos del 1% de los votos («La extrema derecha en su conjunto sumó menos del uno por ciento de los votos emitidos y FE de las JONS, en concreto, tan solo el 0,21%»), «demostró que al cabo de cuarenta años de franquismo, la mayor parte del pueblo español no deseaba ser representado por un partido que basaba su convocatoria en la identificación con el régimen anterior», teniendo el efecto de cambiar el posicionamiento y realineamiento de los diferentes grupos falangistas. FE de las JONS y los Círculos Doctrinales de José Antonio, así como Fuerza Nueva, entendieron que difícilmente podrían sobrevivir Falangismo y Franquismo disociados, que uno y otro «formaban parte de la respuesta que dieron las clases alta y media españolas a las circunstancias de la Segunda República Española; ambos se necesitaban mutuamente para seguir adelante». Otros grupos de oposición falangista continuaron el distanciamiento de las posiciones franquistas, algo que al día de hoy, aun manteniendo «los viejos símbolos, retórica y valores», comparten la generalidad de grupos falangistas.
En 1977 son cuatro los grupos que se disputan las siglas FE de las JONS. Los Círculos Doctrinales José Antonio (presididos por Diego Márquez Horrillo); Falange Española Auténtica (FE-JONS (A)); un grupo que posteriormente formaría Falange Española Independiente, y el Frente Nacional Español, liderado por el que fuera secretario General de la FET de las JONS y ministro de Franco, Raimundo Fernández-Cuesta. Sería este último grupo el que, en los tribunales, ganase el derecho a usar las siglas., «proliferando desde entonces los grupúsculos neofalangistas, fuertemente competitivos entre sí y que apenas tienen más visibilidad que las celebraciones del 20 de noviembre, aniversario de la muerte de Franco y de José Antonio».
En 1979, los Círculos Doctrinales José Antonio se integraron en FE de las JONS y Diego Márquez se convirtió en Subjefe Nacional de Falange. Ese mismo año, Falange concurrió a las elecciones generales en la coalición Unión Nacional, junto al partido ultraderechista Fuerza Nueva, liderado por Blas Piñar.
En 1983, tras la dimisión de Raimundo Fernández-Cuesta en julio, el Congreso de Falange eligió a Diego Márquez Horrillo como Jefe Nacional, cargo que sigue desempeñando 2010. Desde entonces, FE de las JONS se ha distanciado del pasado franquista, declarándose heredera de la Falange anterior a la unificación decretada por Francisco Franco en 1937.
Desde entonces, los diferentes grupos que se autodenominan falangistas han sufrido escisiones, en algunos casos como consecuencia de luchas por el liderazgo, que les han llevado a disputarse la legitimidad de considerarse los herederos de la falange Histórica y las siglas. Motivo, este último, por el que han terminado litigando en los tribunales.
En 1997 Gustavo Morales y Diego Márquez Horrillo se disputaron la jefatura nacional de FE-JONS. La disputa acabó en los tribunales disputándose las siglas. Los tribunales dieron la razón a Diego Márquez Hornillo y Gustavo Morales y sus seguidores crearon  La Falange (FE), también conocida como FE/La Falange. Y en 2004, FE de las JONS acude a los tribunales considerando que La Falange (FE/La Falange) puede crear confusión, alegando que a FE de las JONS se la conocía coloquialmente como "la Falange". El tribunal no les dio la razón.
El 7 de febrero de 2004, tras cuatro años formando la coalición electoral Falange 2000, Falange Española Independiente se integró en FE de las JONS.
En 2024  La Falange (FE) y FE-JONS, comunicaron la integración de ambos grupos bajo las siglas históricas de Falange Española de las JONS.
Actualmente, a los grupos falangistas y de inspiración falangista, se les identifica como grupos neofascistas, protagonizando en ocasiones actos violentos de carácter racista y xenófobo, disolviéndose unas siglas y surgiendo otras nuevas. En el Informe anual sobre el racismo en el estado español de 1999 de Sos Racismo, Falange Española de las JONS aparece como principal grupo neofascista en España; volviendo a aparecer en el informe del año 2000, representativa de los partidos de extrema derecha considerados «nostálgicos del franquismo» y equiparada a otros movimientos neonazis. Igualmente, aparece en informes de años posteriores. El aumento de la xenofobia en las sociedades europeas y el rédito que en otros países están teniendo las formaciones de extrema derecha con su utilización política, ha hecho que actualmente sus acciones se centren en utilizar igualmente la xenofobia y desplieguen y fomenten el odio al emigrante.

No hay día, que no se nos revuelva la bilis viendo cómo dos fuerzas disuelven la concepción de lo que es “ser español”. La primera, una feroz belicosidad de unos colectivos extranjeros que imponen sus costumbres bajo amenazas o a golpe de talonario, sumándose a éstos tenemos a una auténtica invasión de sectas religiosas que pululan por nuestras calles deseando rellenar con escoria el vació espiritual de nuestro pueblo, seguidos muy de cerca por aquellos seres sonrientes que empobrecen a nuestro país arrinconándolo al triste final de la gallina de los huevos de oro de una industria turística. […] Frente a la España decadente y de pandereta oponemos la España Imperial, la de los dos hemisferios, aquella que esté predispuesta al sacrificio en el combate, antes que vivir entre escombros e inmundicias morales y materiales ¡¡ Arriba España !!
FE-JONS, Jefatura Provincial de Cádiz, 2006

Virtualmente fuera de la vida política, los partidos inspirados en la ideología falangista son vistos públicamente en distintos actos públicos, los espacios televisivos de propaganda institucional de las elecciones y durante manifestaciones en fechas históricas como el 20 de noviembre (aniversario de la muerte de José Antonio Primo de Rivera y Francisco Franco). Su presencia y relevancia en la política española de este periodo democrático ha sido escasa. En 1977, Elecciones Generales en las que mejores resultados obtuvieron, FE-JONS Auténtica (FE-JONS(A)) obtuvo 46.548 votos al Congreso, lo que supuso el 0,25% de los votos válidos; FE-JONS, 25.017 votos, el 0,14% y Falange Independiente (FEI) 855 votos.
En las Elecciones Generales de marzo de 2008, Falange Española de las JONS, única que se presentó en todo el territorio nacional, obtuvo 14.023 votos, el 0,05% de los votos útiles.

#### La división falangista en la actualidad
Actualmente los grupos que se autodenominan falangistas son:
- Falange Española de las JONS (FE-JONS).
- Falange Auténtica (FA).
- Movimiento Falangista de España (MFE).

## Símbolos

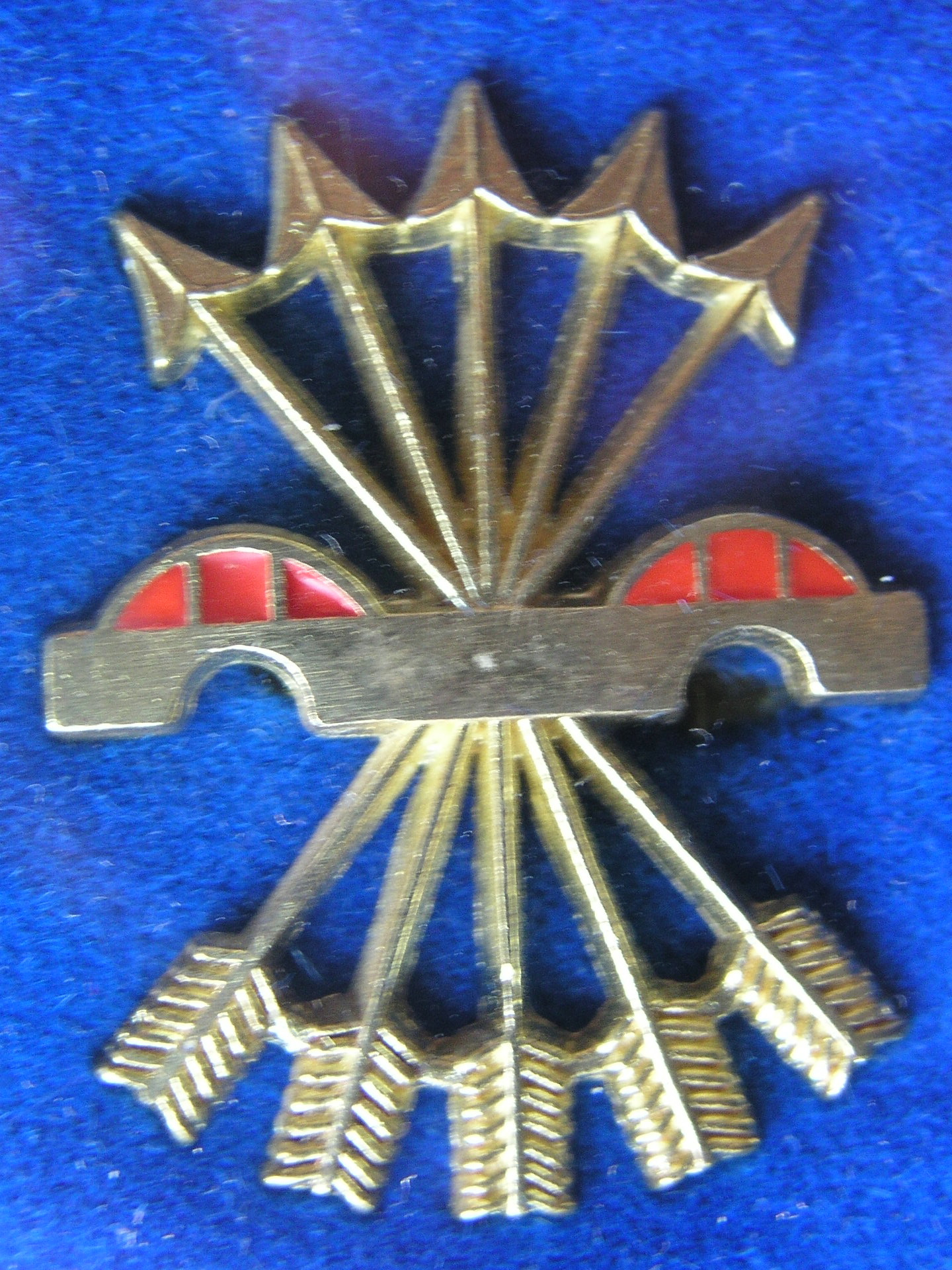
Yugo y Flechas para camisa. Años 1940.

El yugo y las flechas simboliza la guerra y las labores agrarias, respectivamente. Unidos, formaron parte de la heráldica de los Reyes Católicos, representando el yugo a Fernando y el haz de flechas a Isabel, emblemas que, en un juego cortesano, llevaban en su nombre la inicial del consorte: la Y de Ysabel, presente en la inicial del emblema de Fernando, el Yugo; y la F de Fernando, presente en la divisa de Isabel, las Flechas.
La Falange tomó estos dos símbolos, ya que a sus ojos representaban el momento de mayor esplendor de la historia de España, al igual que Mussolini adoptó las fasces del Imperio romano.
- El Frente de Juventudes tuvo como símbolo un cisne blanco con un tablero a cuadros, y con el yugo y las flechas de fondo. El cisne recordaba al Cardenal Cisneros.
- El uniforme lo compone una camisa azul mahón, queriendo simbolizar a los obreros industriales; la boina roja del Carlismo que se impuso después del Decreto de Unificación (1937) y una corbata negra introducida por Franco como símbolo de luto por la muerte de José Antonio Primo de Rivera, no son aceptadas por actuales grupos falangistas, siendo la boina roja usada tan solo por antiguos militantes de la extinta Fuerza Nueva en fechas emblemáticas del franquismo, como el 20 de noviembre (día de la muerte de Franco y Primo de Rivera).
- La bandera  está formada por tres franjas verticales (roja, negra y roja), los mismos colores de la bandera de la CNT anarquista, junto a la UGT, uno de los dos sindicatos obreros mayoritarios de aquella época.
- Su himno es Cara al sol.
- El saludo es el llamado saludo romano en coincidencia con el saludo fascista y el nazi: brazo derecho en alto con la palma de la mano extendida. Desde el falangismo se dice que se trata del saludo íbero, que los íberos se saludaban de esa manera según la devotio iberica, que suponía férreas relaciones personales. Al saludar se exclama:  ¡Arriba España!, que los falangistas consideran una muestra de patriotismo y declaración de intenciones.
- Asimismo es común el tuteo entre sus miembros, llamándose generalmente por su nombre de pila y anteponiendo el tratamiento de camarada.

Galería de imágenes

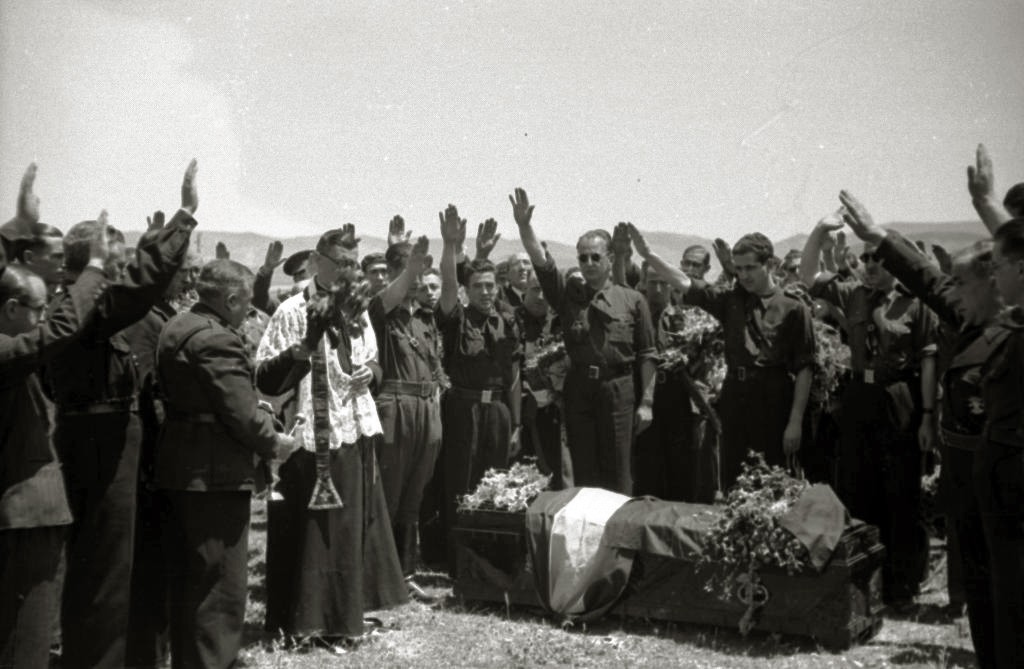
El saludo a la romana y la camisa azul falangista
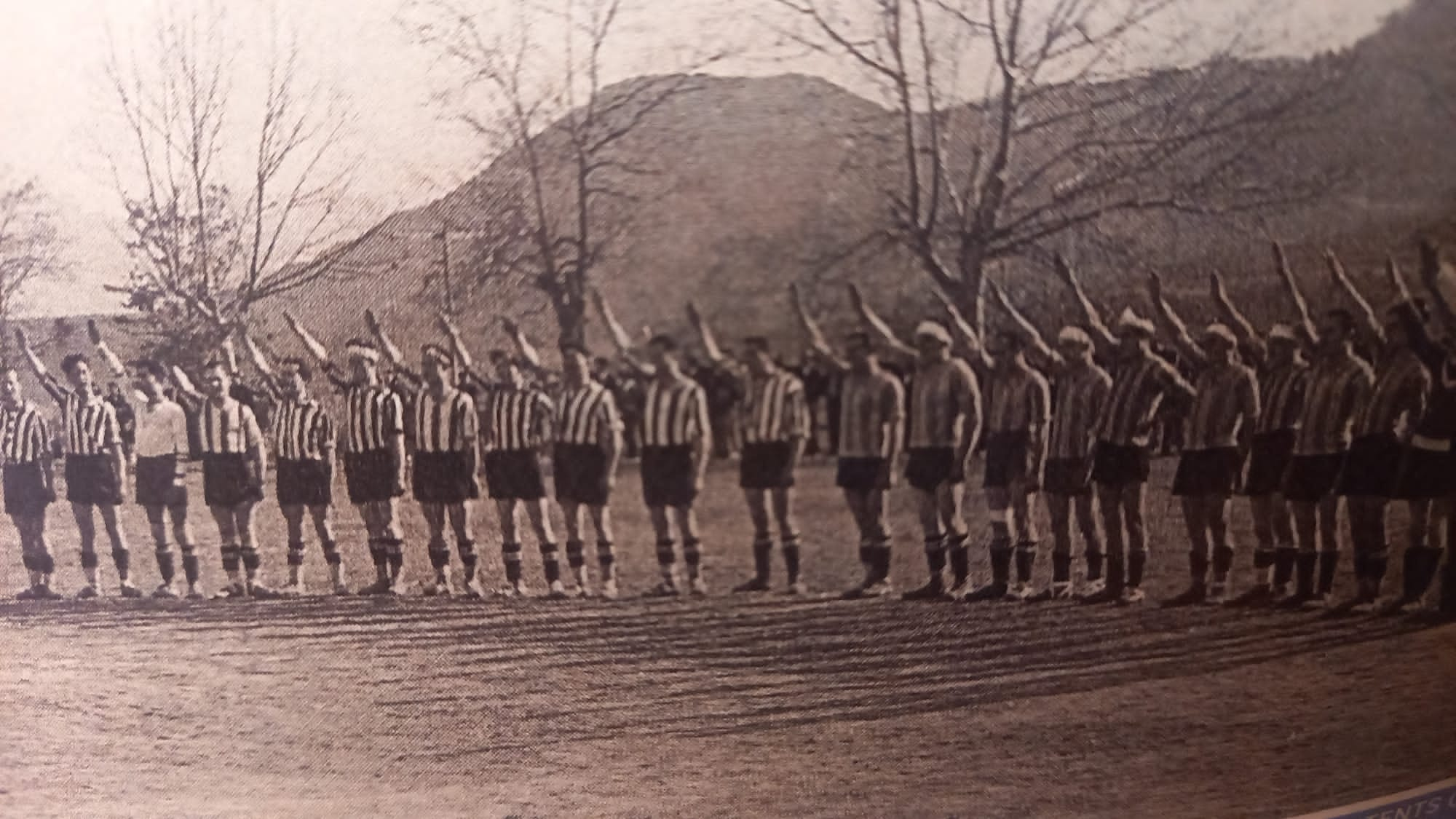
Equipo de fútbol cantando el Cara al Sol
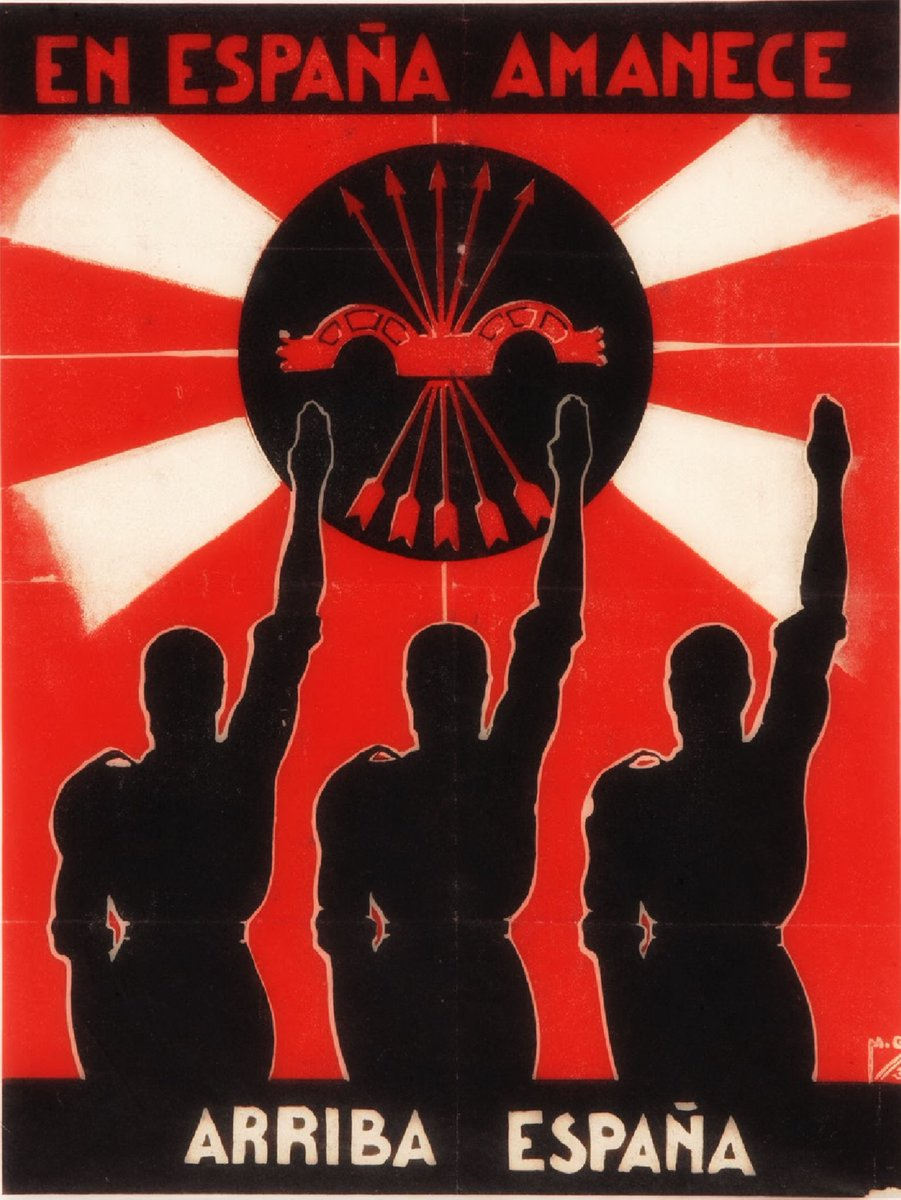
Cartel con los lemas Arriba España y En España amanece que recuerda la frase final del Cara al Sol "que en España empieza a amanecer"
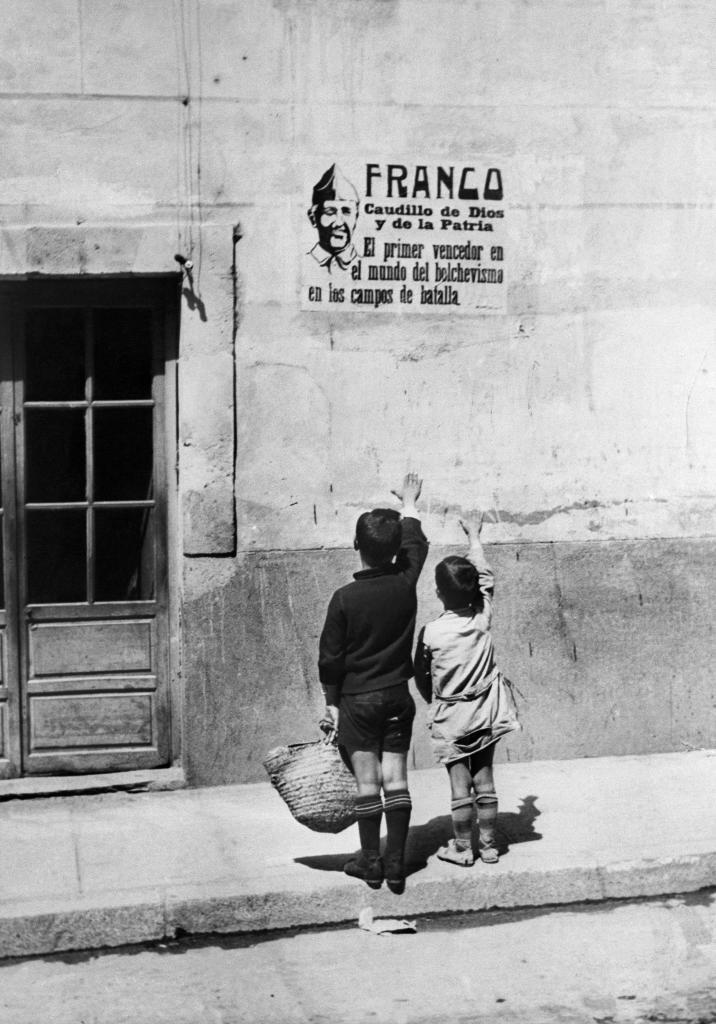
Dos niños haciendo el saludo a la romana frente a un cartel de Franco